# Robert Lehr
 (juillet 2025).
Si vous disposez d'ouvrages ou d'articles de référence ou si vous connaissez des sites web de qualité traitant du thème abordé ici, merci de compléter l'article en donnant les références utiles à sa vérifiabilité et en les liant à la section « Notes et références ».
Pour les articles homonymes, voir Lehr (homonymie).
Robert Lehr, né le 20 août 1883 à Celle et mort le 13 octobre 1956 à Düsseldorf, est un homme politique allemand.
Il est bourgmestre de Düsseldorf pendant neuf ans avant la Seconde Guerre mondiale. Le conflit passé, il devient brièvement président du Landtag de Rhénanie-du-Nord-Westphalie, puis est nommé ministre fédéral de l'Intérieur d'Allemagne de l'Ouest en 1950.

## Biographie
Après avoir obtenu son Abitur, Robert Lehr se lance dans des études supérieures de droit à l'université de Marbourg, les poursuit à l'université Humboldt de Berlin et les achève à l'université de Bonn, où il décroche son premier diplôme juridique d'État en 1907. L'année suivante, il obtient son doctorat, et passe avec succès son second diplôme juridique en 1912. Cette même année, il obtient un poste de juge au tribunal de district de Cassel et de conseiller juridique de la ville de Rheydt.
En 1913, il entre dans l'administration de la ville de Düsseldorf, et devient chef de la police l'année suivante. Au bout de cinq ans, il est nommé chef du service des finances et occupe ce poste jusqu'en 1924.
Au cours de la Seconde Guerre mondiale, il fait partie du groupe de résistants de Karl Arnold. Deux ans après la fin du conflit, il prend la présidence de l'association « Protection des forêts allemande » (SDW). Il a également été président du club de l'industrie de Düsseldorf et du comité directeur de la compagnie d'assurances Gothaer.
Il meurt à Düsseldorf le 13 octobre 1956, à l'âge de 73 ans.

## Parcours politique

### Pendant la République de Weimar, le nazisme et l'occupation alliée
En 1929, Robert Lehr adhère au Parti national du peuple allemand (DNVP), formation nationaliste et conservatrice.
Il est élu bourgmestre de Düsseldorf en 1924, et est évincé de ce poste neuf ans plus tard puisqu'il est un opposant au régime nazi d'Adolf Hitler. Exclu de la vie politique jusqu'à la fin de la Seconde Guerre mondiale, il participe en 1945 à la fondation de l'Union chrétienne-démocrate d'Allemagne (CDU). L'année suivante, il entre au conseil consultatif de la zone d'occupation britannique en Allemagne, et finit par en devenir président, ainsi qu'au Landtag de Rhénanie-du-Nord-Westphalie, qu'il préside pendant quatre mois à partir du 19 décembre 1946.
Il est désigné membre du Conseil parlementaire, chargé de rédiger la Loi fondamentale de la République fédérale d'Allemagne, en 1948, et y est désigné vice-président du groupe de la CDU/CSU.

### Sous la RFA
Robert Lehr est élu député au Bundestag lors des premières élections législatives fédérales d'Allemagne de l'Ouest en 1949. Il prend aussitôt la présidence de la commission parlementaire des Affaires de l'administration interne.
Le 11 octobre 1950, il est nommé ministre fédéral de l'Intérieur dans le premier gouvernement du chancelier chrétien-démocrate Konrad Adenauer. Invoquant des questions d'âge, il ne se représente pas aux élections de 1953, et quitte le gouvernement le 20 octobre suivant.